# CNC-maskine
 Der er for få eller ingen kildehenvisninger i denne artikel, hvilket er et problem. Du kan hjælpe ved at angive troværdige kilder til de påstande, som fremføres i artiklen.

Forkortelsen CNC betyder Computer(ized) Numerical(ly) Control(led) (computeriseret numerisk styret), og refererer til produktionsmaskiner, der ved hjælp af en computer kan fremstille mange ensartede komplekse dele i metal og andet materiale, og som programmeres i et sprog, der overholder EIA-274-D-standarden (også kaldet ISO-programmering eller G-kode). CNC blev udviklet sidst i 1940'erne og starten af 1950'erne af MIT Servomechanisms Laboratory.
Udgangspunktet var eksisterende håndværktøjer, der med en påsat motor kunne bevæge sig efter bestemte punkter indført ved hjælp af hulstrimmel. Disse tidlige servomekanismer blev hurtigt udvidet med digital og analog teknologi, der skabte den moderne CNC-fræser, vi kender i dag, og som har revolutioneret og optimeret traditionelle håndværksmetoder.
En CNC-fræser kan benyttes til mange forskellige formål som f.eks. dør-udskæringer, indendørs og udendørs udsmykning, træpaneler og rammer, musikinstrumenter, maskinkomponenter, møbelproduktion m.fl.

## CNC-digitale skæresystemer og fladbedsskærere
CNC-digitale skæresystemer, herunder fladbedsskærere og digitale printskæremaskiner, anvendes bredt i brancher som grafik, reklame, emballage og tekstil. Disse maskiner er udviklet til at skære materialer som pap, vinyl, akryl, skum og stof med høj præcision og effektivitet.
Moderne systemer understøtter flere skæreteknikker. Lige snit med trækkeknive bruges til flade materialer, mens V-snit skaber vinkelskæringer og riller, der ofte anvendes i emballage og displays. Rulleskæring muliggør kontinuerlig bearbejdning af materialer fra ruller, eksempelvis tekstiler og film.
Skærende værktøjer til false bruges til at lave bukkelinjer i emballagematerialer, mens perforeringsværktøjer skaber rivespor til etiketter og billetter. Andre funktioner omfatter mærkning med penne, hulning og udsparing for tilpassede udskæringer, fræsning af hårde materialer som plast og kompositter, oscillerende skæring til tykke eller hårde materialer, samt roterende skæring til bløde og fiberrige materialer såsom tekstiler og tekniske stoffer.